# Савва (Борисов)
Иеромонах Савва (в миру Сергей Евстратович Борисов; 1865, деревне Толстиково, Новоторжский уезд, Тверская губерния — 13 ноября 1937, Бутовский полигон, Московская область) — иеромонах Русской православный церкви.

## Биография
Родился в 1865 году в деревне Толстиково Новоторжского уезда Тверской губернии в крестьянской семье. В родной деревне занимался хлебопашеством у своего отца. Был женат. В семье родилось семеро детей. После смерти жены решил принять монашество.
Стал насельником Саввино-Сторожевского монастыря под Звенигородом. 25 марта 1906 года принял монашеский постриг на подворье Саввино-Сторожевского монастыря в Москве.
В 1910-е годы был рукоположён во иеромонаха. Был переведён в Саввино-Сторожевский монастырь, с августа 1916 года стал духовником обители.
17 марта 1919 года властями произошло вскрытие мощей преподобного Саввы Сторожевского. Наместник монастыря игумен Иона (Фиргуф) писал викарному епископу Димитрию (Добросердову)

Духовник иеромонах Савва передавал мне, что когда я в облачении внёс св. мощи в алтарь и (затем) был вызван для присутствия при осмотре раки, один из членов съезда (в алтаре)… около пяти раз плюнул на голову Преподобного. Некоторые другие члены съезда вели себя крайне неблаговидно в алтаре, изрыгая ужасные кощунства и касаясь святого престола…

Через несколько дней в Москву, в наркоматы внутренних дел и юстиции было направлено письмо-жалоба с просьбой прекратить безобразия. Его подписали 113 человек, среди которых были оставшиеся монахи обители и местные жители. Почти всех их в дальнейшем, особенно в 1930-е годы ожидала самая страшная участь. Но ничего не помогло. Уже 5 апреля мощи старца Саввы были увезены из монастыря. Тогда люди написали заявление в Совнарком. В ответ появилось «дело о вскрытии святых мощей преподобного Саввы», которое распорядился начать лично Ленин. Вскоре монастырь был закрыт.
14 августа 1919 года был арестован на родине в Новоторжской области, 21 августа заключён в Таганскую тюрьму. Был арестован по делу «о вскрытии мощей преп. Саввы Сторожевского». В приговоре по делу говорилось,

что гр. Фиргуф (он же Иона), иеромонах Савва и ризничий Ефрем (Кленин), занимавшем в Звенигородском монастыре руководящие посты… Савва духовник… все трое присутствовали в момент вскрытия мощей 17 марта 1919 г. и бывшие свидетелями безупречного поведения советских властей, при вскрытии, затем с заведомой целью контрреволюционной агитации и возбуждение прихожан против власти, измыслили и распространили среди населения злостно-клеветнические слухи о якобы кощунственных действиях этих властей, склонив этим самым организацию верующих при монастыре, к подаче жалобы — прошения в Совет Народных Комиссаров на действия местных властей, лжесвидетельствуя перед ними об указанных кощунственных действиях… войдя по этому поводу в соглашение с Кузнецовым (Н. Д.)… приняли участие в составлении указанной выше жалобы, агитации среди общины верующих и собирании подписей под жалобой…
Попытки оклеветать его путём поддельных «показаний» наместника и старшей братии обители провалились. Несмотря на угрозы безбожников, о. Савва нашёл в себе мужество подтвердить факт кощунства, совершенного в монастыре 4/17 марта. Подтверждал это и позднее, даже ходатайствуя об освобождении.

15 января 1920 года Московский Губернский Революционный Трибунал за "организацию контрреволюционного общества под названием «Совет объединенных приходов» приговорил его к 10 годам лишения свободы. 26 ноября 1920 года по амнистии срок был сокращён до 5 лет. В апреле 1921 года срок наказания был сокращён до 2-х лет. Вскоре по ходатайству общества Политического Красного Креста был досрочно освобождён.
Его друг иеромонах Феодосий, лаврский инок служивший в часовне прп. Сергия у Ильинских ворот в Москве, рекомендовал его в храм Николы в Кленниках. О. Алексей Мечев принял о. Савву в своей церкви на Маросейке, где он служил до своего очередного ареста.
В 1928 году вместе с о. Сергием Мечевым и другими священниками с Маросейки отпевал прп. Нектария Оптинского в селе Холмищи.
В ночь на 29 октября 1929 года был арестован вместе с о. Сергием Мечевым, о. Константином Ровинским, Остолоповой О. А. и несколькими братьями-алтарниками Маросейского храма. Всего по делу проходило 9 человек из маросейского прихода. Был заключён в Бутырскую тюрьму.
20 ноября 1929 года Особое Совещание при Коллегии ОГПУ по ст. 58-10 УК РСФСР приговорила его к 3 годам ссылки.
В ноябре 1937 года был арестован в городе Малоярославце.
11 ноября тройка НКВД по Московской области по ст. 58-10, 58-11 УК РСФСР приговорила его к расстрелу.
13 ноября 1937 года был расстрелян на полигоне Бутово под Москвой и погребён в безвестной общей могиле.